# Tiger Memon
Mushtaq Abdul Razak Memon (né le 24 novembre 1960 à Bombay), plus connu sous le surnom de Tiger Memon est un gangster indien devenu homme d'affaires. Il est le principal accusé dans les attentats de Bombay de 1993 et est recherché par Interpol et le Bureau central d'enquête indien. Il est marié à Reshma Memon et a trois enfants. 

## Procès
Son rôle de principal accusé dans les attentats avec Dawood Ibrahim a été confirmé par le Tribunal spécial TAD, institué par le Terrorist and Disruptive Activities (Prevention) Act de 1985, après la condamnation de ce dernier dans cette affaire. Il y a tout lieu de croire que Tiger Memon est maintenant à Karachi, au Pakistan et se déplace sous des alias pour échapper aux autorités. Il a récemment été rapporté qu'il a ouvert un restaurant à Dubaï. Ses liens avec Dawood Ibrahim, ou Ibrahim Kaskar, célèbre parrain de la pègre, ont été confirmés :  Tiger est considéré comme son bras droit.
Tiger Memon a recruté de jeunes musulmans frustrés pour placer des bombes à Bombay en 1993.[réf. souhaitée] Il les a abandonnés, ainsi que sa famille, et s'est envolé pour Dubaï le matin du 12 mars, juste avant les explosions. Sa fortune a été estimée à plusieurs millions,[réf. souhaitée] avec des intérêts dans le trafic de drogue, le blanchiment d'argent, l'immobilier, la bourse et l'industrie. La D-Company, comme elle est appelée, s'est développée grâce à Dawood Ibrahim, dont Tiger Memon est un des sbires les plus fiables. 
Le 12 septembre 2006, la Cour spéciale de TADA saisie de l'affaire des attentats de Bombay de 1993 a condamné quatre membres de la famille Memon : Yakub, Essa, Rubina et Yusuf. Trois autres membres de la famille, Suleiman, Hanifa et Rahil, ont été acquittés au bénéfice du doute. Les quatre premiers ont été jugés coupables des accusations de complot et de complicité d'actes de terreur. Ils font face à des peines de prison allant d'un minimum de cinq ans à la prison à vie. Yakub Memon, le frère du principal accusé, Tiger Memon, a été inculpé pour possession d'armes non autorisées. 

## Détermination de la peine
Yakub Memon, frère cadet de Tiger Memon et comptable de profession, a été condamné à mort. Trois autres membres de la famille ont reçu l'emprisonnement à vie. Rubina, belle-sœur de Tiger Memon, a échappé à la peine de mort parce qu'elle est une femme. Yusuf et Essa ont été acquittées car ils étaient mentalement instables. Yakub était en traitement pour dépression.

## Cinéma
Tiger Memon était joué par Pavan Malhotra dans le film Black Friday (2004), basé sur les attentats de Bombay de 1993.